# Gutshoftyp
Der Gutshoftyp ist ein Dreiseithoftyp, der sich im 19. Jahrhundert als Nachfolgetyp des norddeutschen Hallenhauses ausgebildet hat (z. B. in Angeln und Mecklenburg). Drei Hofgebäude bilden hier einen rechteckigen Hofraum. Das Haupthaus am Kopfende enthält keine Wirtschaftsräume mehr. Diese sind in den beiden Nebengebäuden (Scheunen oder Ställe) untergebracht. Die Ausprägung kann lokal sehr unterschiedlich sein. So finden sich teilweise Hofanlagen im (bäuerlichen) Gutshaustyp, bei denen das Haupthaus wenig mehr als eine Bauernkate oder Büdnerei ist und die Gebäude die Hofanlage an drei Seiten fast vollständig umschließen. Auf der anderen Seite finden sich Hofanlagen mit schloss- oder herrenhausartigem Hauptgebäude, bei denen die Gebäude in großzügigem Abstand stehen, mehrere tausend Quadratmeter Wohn- und Nutzfläche haben und durch weitere Außengebäude (Backhaus, Holländerei etc.) ergänzt werden.